# Eugene Clark (Erfinder)
Eugene Bradley Clark (* 1873 in Columbia (Maryland); † 1942 in Chicago) war ein US-amerikanischer Unternehmer. Er gilt als Erfinder des Gabelstaplers, den er zunächst für den innerbetrieblichen Transport einsetzte. Bis heute trägt die Clark Material Handling Company seinen Namen.

## Leben
Eugene Clark studierte Maschinenbau an der Cornell University in Ithaca (New York). Bis 1904 war er Angestellter bei Illinois Steel Works in Chicago, danach ging er zur George R. Rich Manufacturing Company, einem Bohrerhersteller, wo er zunächst Berater, danach Manager und später Teilhaber wurde. Dieses Unternehmen war 1903 als Automobilzulieferer gegründet worden.
Sein Enkel Jamil Nasir (* 1955) ist ein bekannter Schriftsteller.

## Erfindungen

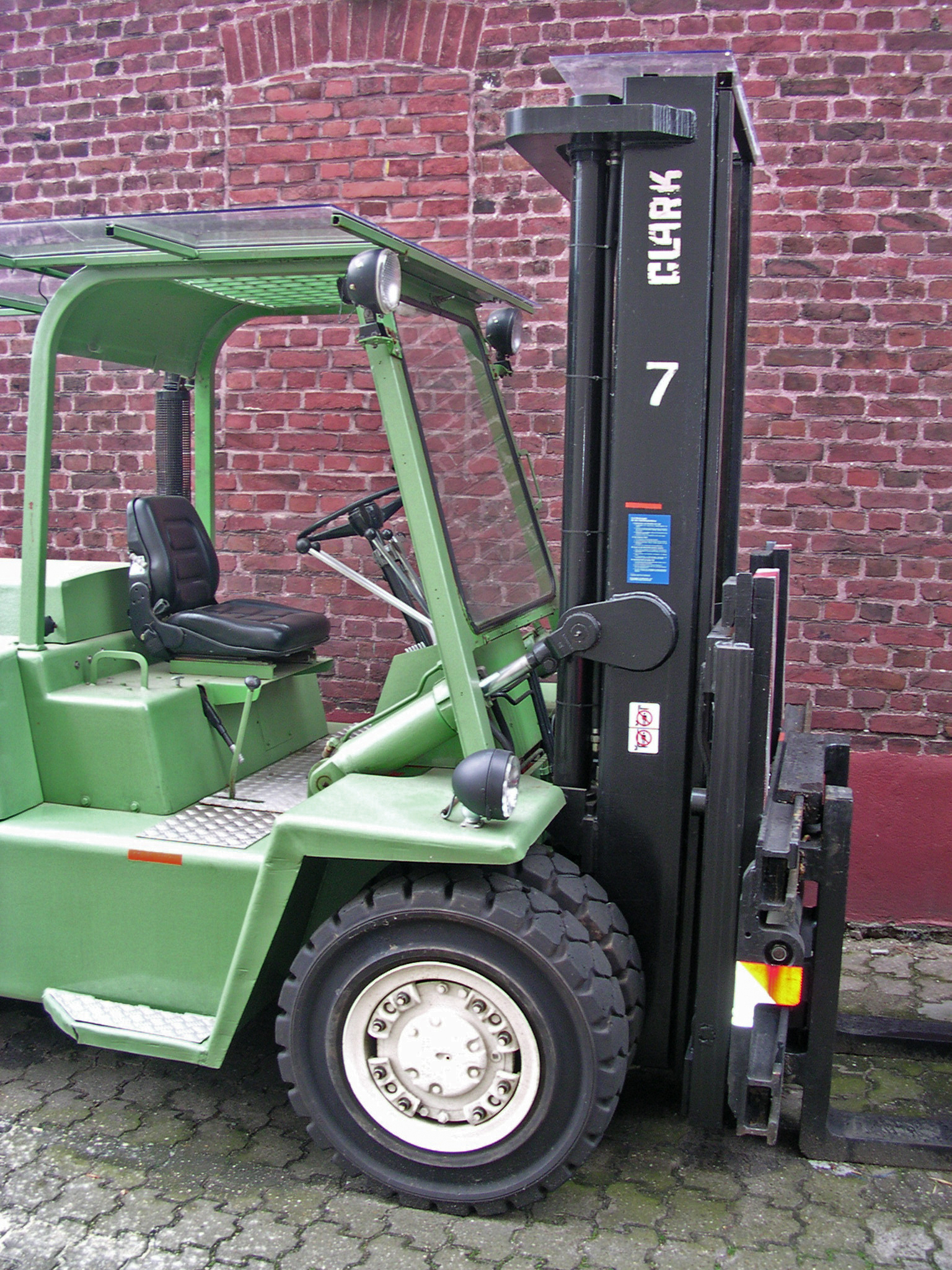
Clark-Gabelstapler

Clark stellte 1917 den ersten Plattformwagen mit Verbrennungsmotor (den „Tructractor“) her, um Material zwischen einzelnen Betriebsteilen seines Unternehmens zu befördern. Besucher des Werkes waren davon begeistert und baten Eugene Clark, für sie ebensolche Geräte herzustellen. So wurden 1918 acht Wagen produziert und im folgenden Jahr bereits über 75 Stück. 1922 wurde mit dem „Truclift“ der erste Hubwagen mit Verbrennungsmotor hergestellt, und schließlich 1924 der erste Gabelstapler (ein 1923 entwickelter Schlepper, genannt „Duat“, mit Hubgerüst). Die Firma Clark baut bis zum heutigen Tag Flurförderzeuge.
Nach einer anderen Meinung war jedoch nicht Clark, sondern die Yale Materials Handling Corporation Erfinder des ersten elektrischen Gabelstaplers, der 1925 erfolgreich zum Heben von Lasten eingesetzt wurde. 
Clark hat noch weitere Maschinen konstruiert, unter anderem 1930 ein tragbares, elektrisches Förderband zum Entladen von LKWs.
Erst nach dem Zweiten Weltkrieg gelang dem Gabelstapler der weltweite Durchbruch. 1946 begann in Großbritannien erstmals die serienmäßige Produktion von Gabelstaplern.

## Ehrungen
2007 wurde Clark in die Logistics Hall of Fame aufgenommen.